# 圣米格尔城堡

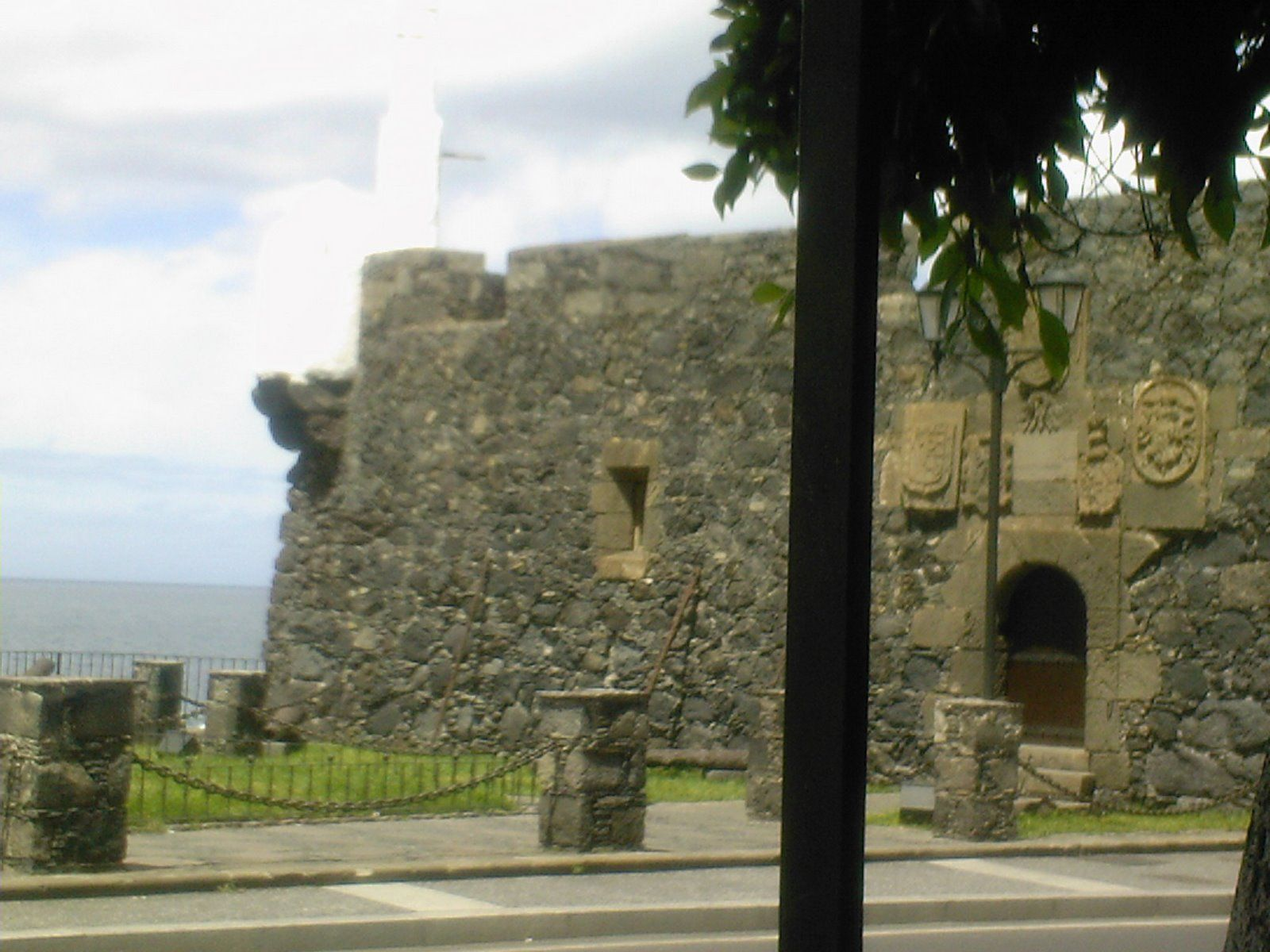
圣米格尔城堡

圣米格尔城堡（西班牙語：Castillo de San Miguel）位於西班牙的加拉奇科。
於1575和1577年由腓力二世下令建造，以防止對加拉奇科潛在的海盜襲擊，因為當時島上的商業中心和主要港口均位於此地。在1706年的火山噴發使人口銳減，海灣入口處也被淹沒，因而結束了這個城市的重要性和城堡的要塞地位。
聖米格爾城堡現在由該城市所有，並做為文物信息中心。

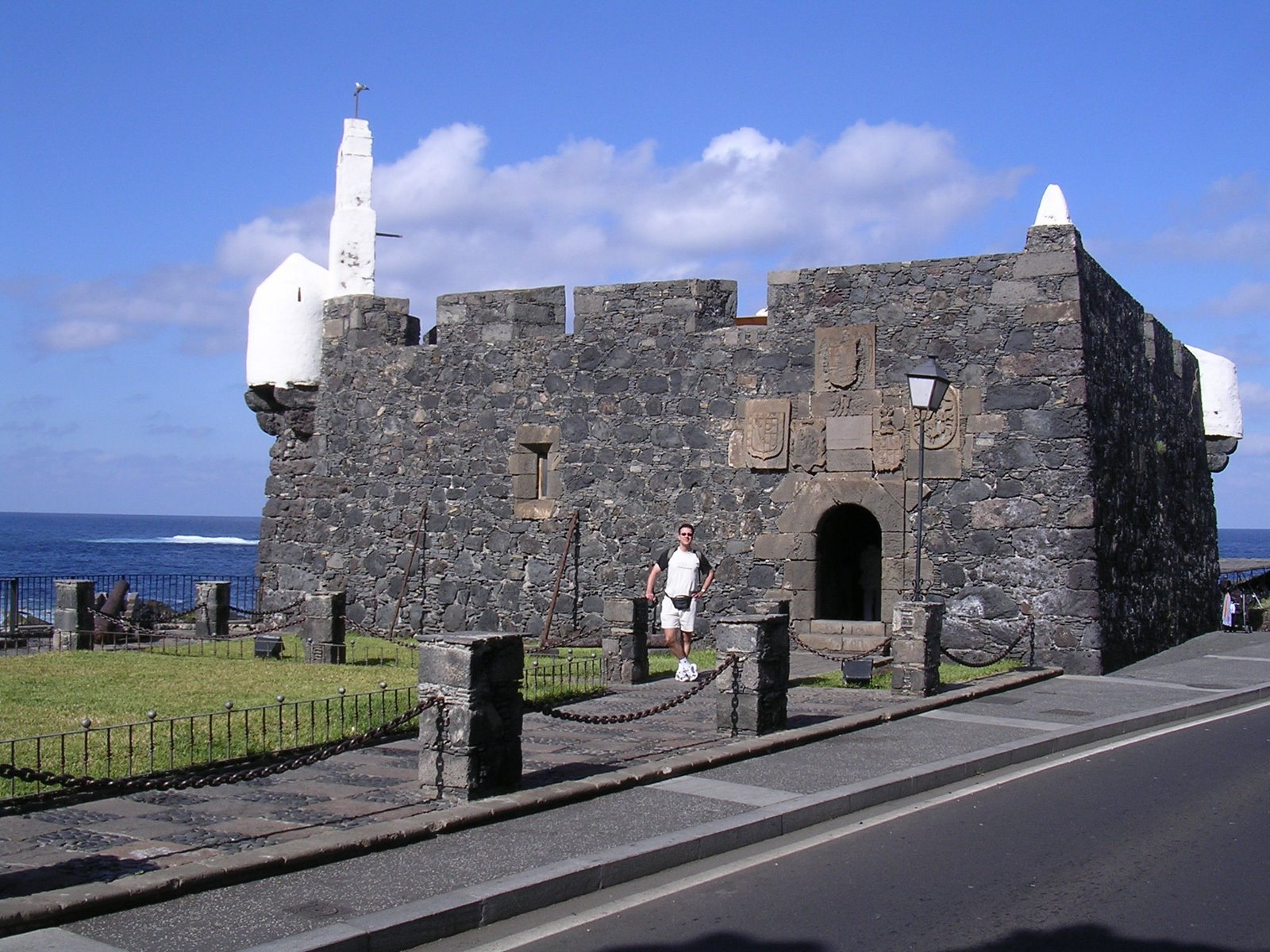
城堡正面
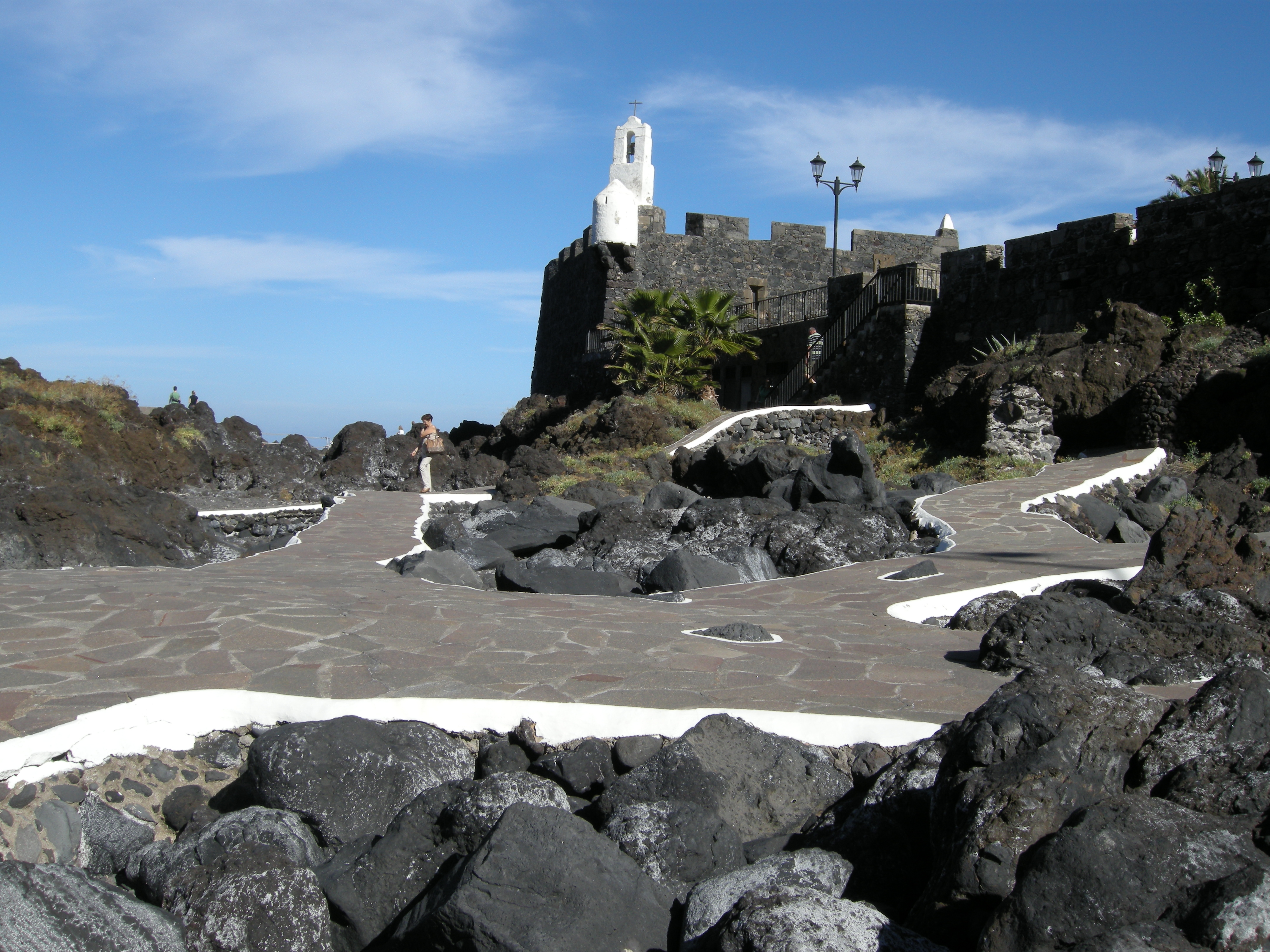
远景
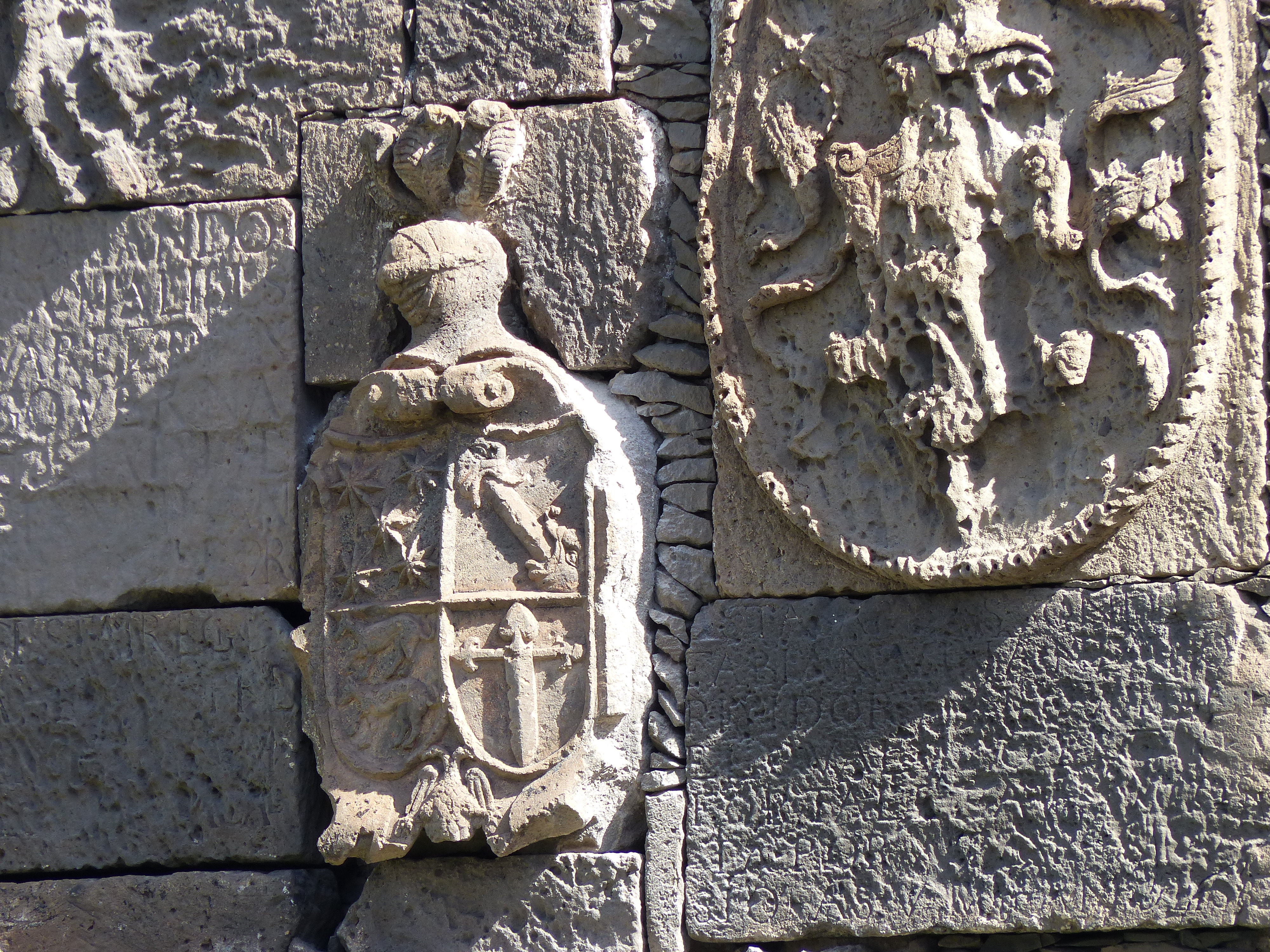
局部
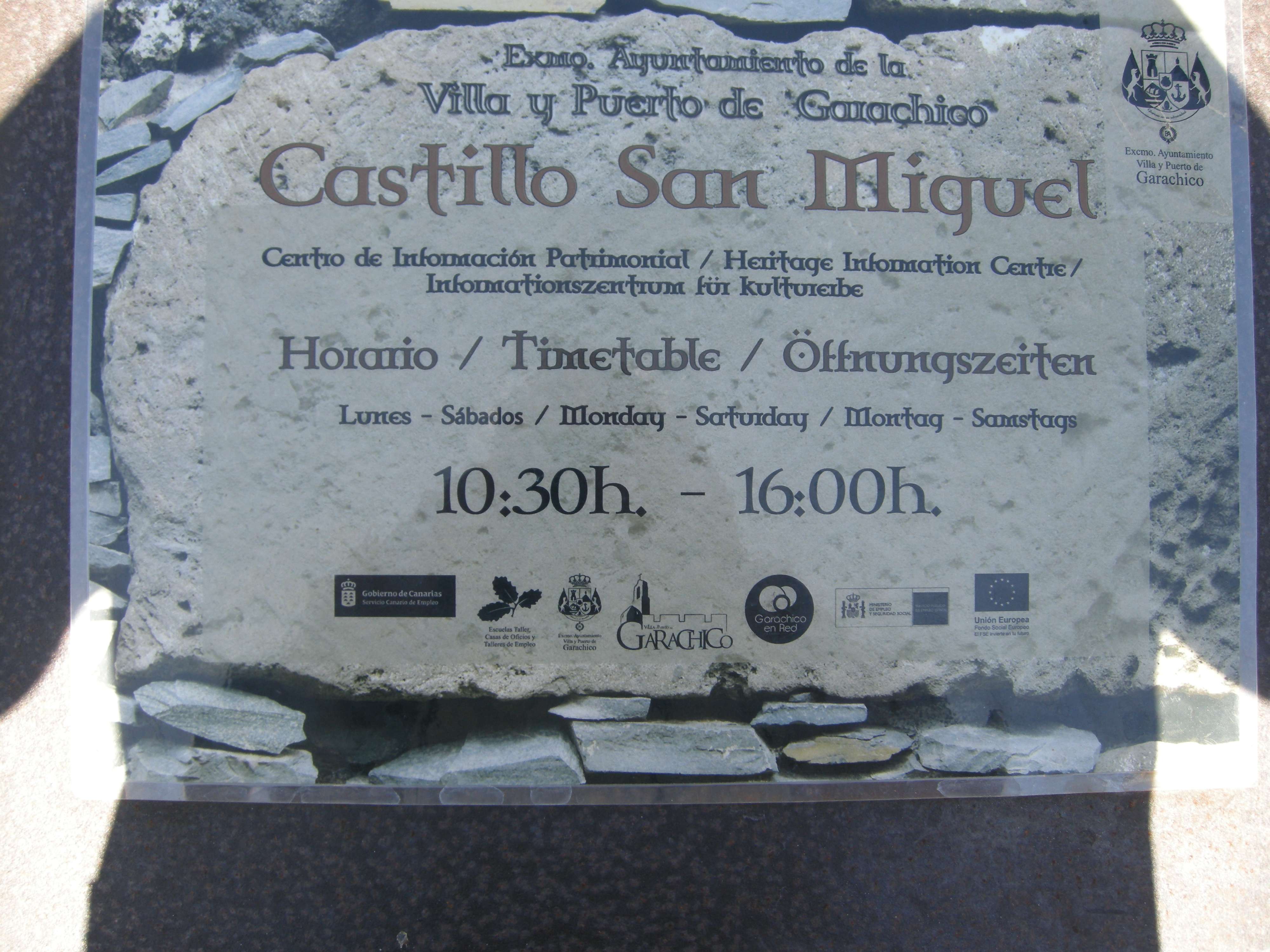
指示牌